# Janusz Bohdanowicz

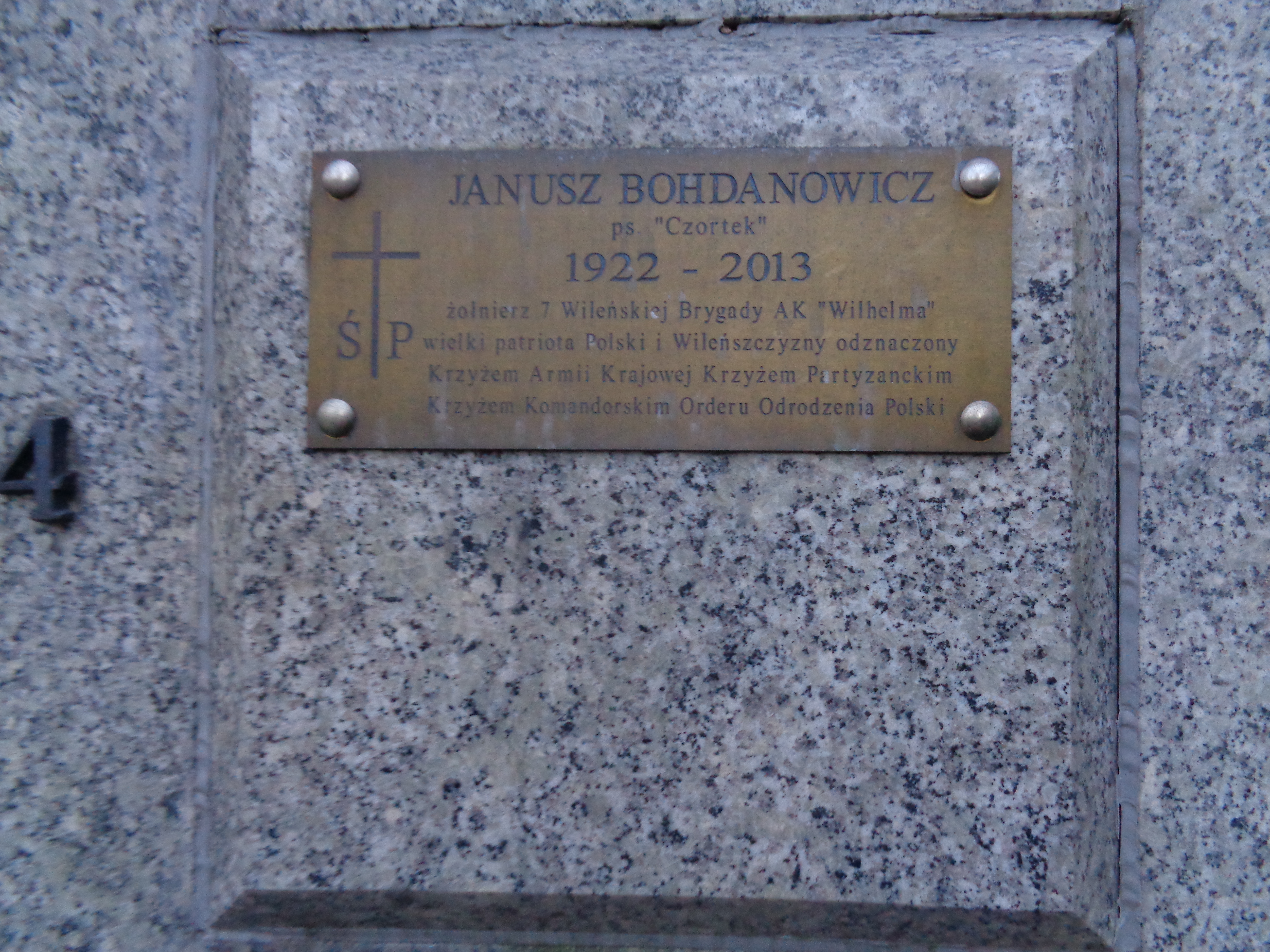
Grób Janusza Bohdanowicza na Cmentarzu Wojskowym na Powązkach

Janusz Bohdanowicz ps. „Czortek” (ur. 24 czerwca 1922 w Wilnie, zm. 5 lipca 2013 w Warszawie) – polski żołnierz 7. Wileńskiej Brygady Armii Krajowej, prezes Okręgu Wileńskiego Światowego Związku Żołnierzy Armii Krajowej.

## Życiorys
Ukończył Gimnazjum im. Króla Zygmunta Augusta na Pohulance. W latach 1942–1944 służył w plutonie Garnizonu miasta Wilna, Dzielnicy Kalwaryjska. 18 lipca 1944 odkomenderowany do 7. Brygady Armii Krajowej Okręgu Wileńskiego pod dowództwem por. Wilhelma Tupikowskiego ps. „Wilhelm”. 18 lipca 1944 został aresztowany i osadzony w obozie przejściowym Miedniki Królewskie. 28 lipca 1944 wywieziony w głąb ZSRR do Kaługi, a następnie do obozu pracy leśnej w Średnikach. 5 stycznia 1946 repatriowany, zamieszkał w Krakowie, od 1948 w Gdańsku, a od 2005 w Warszawie.
Przewodniczący Środowiska Żołnierzy 7. Brygady „Wilhelma”, Prezes Środowiska Wileńskiego Światowego Związku Żołnierzy Armii Krajowej w Gdańsku, a następnie w Warszawie, członek Komisji Historycznej Okręgu Wileńskiego. Był wiceprezesem Zarządu Okręgu Wileńskiego, członkiem Rady Naczelnej Związku, członkiem Prezydium Zarządu Głównego, Przewodniczącym Komisji Współpracy z Młodzieżą Szkolną Światowego Związku Żołnierzy Armii Krajowej. Od 18 kwietnia 2011 pełnił funkcję Prezesa Okręgu Wileńskiego Światowego Związku Żołnierzy Armii Krajowej.
Autor monografii Brygada „Wilhelma”: Oddziały Partyzanckie „Żuka” i „Gozdawy”. Projektował i nadzorował odbudowę cmentarza-kwatery żołnierzy 7. Brygady w Skorbucianach, nadzorował bieżące remonty zabytkowego kościółka w Skorbucianach.
Spoczywa na Cmentarzu Wojskowym na Powązkach w kwaterze Fundacji Żołnierzy Polski Walczącej (kwatera 18D-kolumbarium prawe B-8-4).